# El Pilón, Querétaro Arteaga
El Pilón är en ort i Mexiko.   Den ligger i kommunen Peñamiller och delstaten Querétaro Arteaga, i den centrala delen av landet, 200 km norr om huvudstaden Mexico City. El Pilón ligger 1 449 meter över havet och antalet invånare är 329.
Terrängen runt El Pilón är kuperad åt sydväst, men åt nordost är den bergig. Runt El Pilón är det ganska glesbefolkat, med 26 invånare per kvadratkilometer. Närmaste större samhälle är Pinal de Amoles, 15,7 km öster om El Pilón. Trakten runt El Pilón består i huvudsak av gräsmarker.